# Alternatives non-violentes
Pour les articles homonymes, voir ANV.
Alternatives non-violentes (ANV) est une revue trimestrielle française illustrée fondée en 1973 entièrement consacrée à la non-violence. Elle fait collaborer des militants de terrain, des pédagogues et des chercheurs. Elle est gérée par une association loi de 1901, sans but lucratif, d’où son indépendance.  Depuis 2014, elle existe en version numérique. 
Alliant apports théoriques et pratiques, la revue offre une pluralité de perspectives. Elle donne de la visibilité aux luttes et aux initiatives non violentes en France et au niveau international.

## Historique
ANV a été créé par Christian Delorme,  Georges Didier puis Christian Mellon dans la suite des manifestations de mai 68. Elle est toujours vivante depuis. 
En 1973, la lutte des paysans du Larzac commence. Sa forme de résistance attirait une vague de nouveaux activistes et interrogeait les médias. Cette vague découvrait la pertinence des propos de Thoreau et la cohérence des actions menées par Gandhi et Martin Luther King. En lien avec cela, la revue cherche à explorer, à l’aune de la non-violence, les champs de la militarisation mais aussi ceux de l’éducation, de la justice sociale, de la philosophie, des religions.
Alternatives Non-Violentes a toujours été d'un faible tirage. En 2014, la revue a failli disparaître en raison de sa fragilité, elle a rebondit en renouvelant ( changement des membres du Comité de rédaction,réduction du nombre de pages de 72 à 48 pages et la création d’un nouveau site internet dont la progression en nombre de visites est en constante augmentation). La banque de données de ce site permet d’accéder à une quantité d’articles en lecture gratuite. Depuis 2021, la banque de données Cairn présente les articles parus dans ANV. 

## Ligne éditoriale
ANV propose à son lectorat de découvrir des combats non-violents et des initiatives, en France et dans le monde ; de comprendre  les dimensions politique, économique, sociale et écologique des évènements ; d’analyser les mécanismes qui engendrent la misère, l’oppression, la révolte et la violence ; de transmettre les dynamiques non-violentes, des méthodes d’action et des outils de formation ; de partager des expériences et des réflexions critiques. 
La non-violence politique a toujours été l’axe fort de la revue. Pour son Comité de rédaction, la philosophie de la non-violence déconstruit l’idéologie de la violence nécessaire et légitime. Elle inspire des alternatives fondées sur l’exigence de cohérence entre la fin et les moyens : résistance non-violente aux injustices, protection de la biodiversité, mobilisation pour le climat, régulation non-violente des conflits, éducation à la non-violence, Intervention civile de paix... 
Des programmes constructifs visent l’édification, ici et maintenant, d’une société solidaire, démocratique et fraternelle. C’est en quoi cette revue tend à promouvoir une culture de non-violence, respectueuse de tous les êtres humains et de leur environnement, tout en présentant des outils pour la régulation non-violente des conflits.
Chaque numéro comprend un Dossier qui constitue les deux-tiers de la pagination. Chaque Dossier se rapporte à un sujet de société, par exemple « Parents, même dans la précarité », « Ensemble, habiter la ville », « Sport, abolir le podium ? », « Quand la non-violence inspire l’artiste », « Le sabotage en débat ».
La suite du numéro est consacrée à la partie Culture de non-violence, avec des rubriques spécifiques, comme « Les essentiels », le portrait d’une personne décédée ou toujours vivante, française ou étrangère, dont la trajectoire manifeste un engagement au service de la non-violence, ou encore l’exemple d’une situation grosse de violence où la non-violence a permis de réguler un conflit interpersonnel; un exemple d’action au quotidien où la non-violence a permis de réguler un conflit interpersonnel ou de diminuer la violence d’une situation ; des recensions de lectures et des brèves d’actualité.
Cette revue est illustrée de dessins de presse. On trouve parmi leurs auteurs les noms d’Altho, Étienne Lécroart et Pierre Samson. Elle est par ailleurs associée à l’Institut de recherche sur la résolution non-violente des conflits (IRNC), Non-Violence XXI et le Mouvement pour une alternative non-violente (Man).

## Personnalités ayant contribué à la revue
Élisabeth Badinter, Lytta Basset, Claude Bourdet, José Bové, Michel de Certeau, Denis Clerc, André Comte-Sponville, Jean-Baptiste de Foucauld, René Girard, Stéphane Hessel, Alain Joxe, Blandine Kriegel, Henri Laborit, Jean Lacroix, Lanza del Vasto, Serge Latouche, Jean van Lierde, Elisabeth Maheu, Olivier Mongin, Edgar Morin, Jean-Marie Muller, Edwy Plenel, Léon Poliakov, Bernard Quelquejeu, Alain Refalo, Pierre Rabhi, Jean-Paul Ribes, Paul Ricœur, Michel Rocard, Charles Rojzman, Jean-Louis Schlegel, Jacques Semelin, Michel Serres, Serge Tisseron, Paul Virilio, Patrick Viveret, Michel Wieviorka.

## Directrice/directeur de rédaction
- Georges Didier 1973-1979
- Christian Delorme1979-2006
- Alain Refalo 2007-2013
- François Vaillant 2014-2022
- Pauline Boyer 2023
- Alain Refalo 2024-

## Rédactrice/rédateur en chef
- Christian Delorme 1973-1979
- Jacques Sémelin et  Olivier Vial  1980-1981
- Jacques Sémelin et  Christian Mellon 1982-1989
- François Vaillant 1990-2014
- Paola Caillat  2015-2016
- Emeline Boulogne 2017
- Paola Caillat  2018-2019
- Alexandra Scappaticci-Martin 2020-2021
- Rachel Lamy 2022
- François Vaillant 2023-

## Publications hors série
- Non-violence : la filière corse, 2016, 109 p.
- 100 dates de la non-violence au XXe siècle, 2002, poster 84x60 cm
- Les stratégies civiles de défense : Actes du colloque international de Strasbourg les 27-28-29 novembre 1985, 1987, 254 p.
- Vers une défense populaire non-violente : Une objection politique, 1978, 71 p.
- Larzac : une lutte populaire non violente : analyse et propositions du Mouvement pour une alternative non violente (M.A.N.), 1975, 22 p.

• Lexique de la non-violence, n° 68, 1988, 92 p.
• La Défense civile non-violente, n° spécial 213, décembre 2024, 112 p.

## Partenaires
ANV est associée à l'Institut de recherche sur la résolution non-violente des conflits depuis 1989 et au Mouvement pour une alternative non violente depuis 2014. La revue ANV est éditée avec le soutien de Non-violence XXI.